# USS Cape Esperance (CVE-88)
USS Cape Esperance (CVE-88) – amerykański lotniskowiec eskortowy typu Casablanca, który w końcowym okresie II wojny światowej wchodził w skład floty Marynarki Wojennej Stanów Zjednoczonych. Został odznaczony dwiema battle star za udział w wojnie na Pacyfiku. 
Po wojnie brał udział w operacji Magic Carpet.
W okresie wojny koreańskiej przywrócony do służby jako transportowiec.